# Regau
Regau osztrák mezőváros Felső-Ausztria Vöcklabrucki járásában. 2018 januárjában 6780 lakosa volt.

## Elhelyezkedése

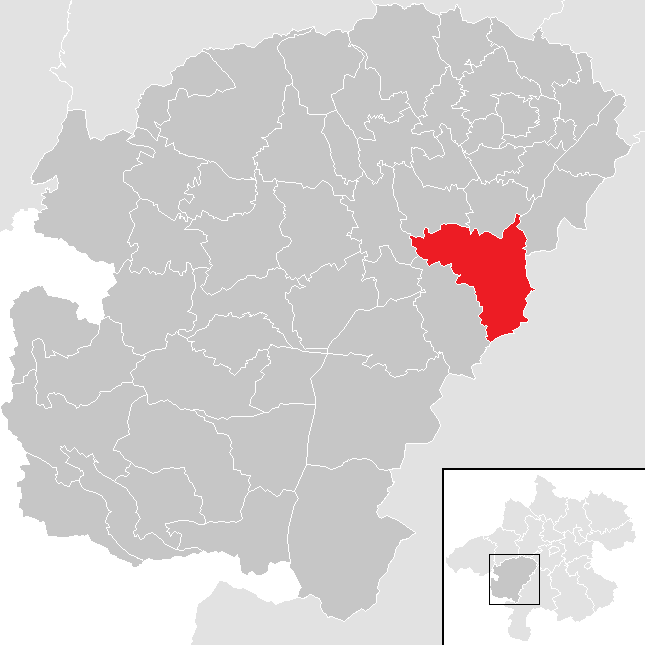
Regau a Vöcklabrucki járásban

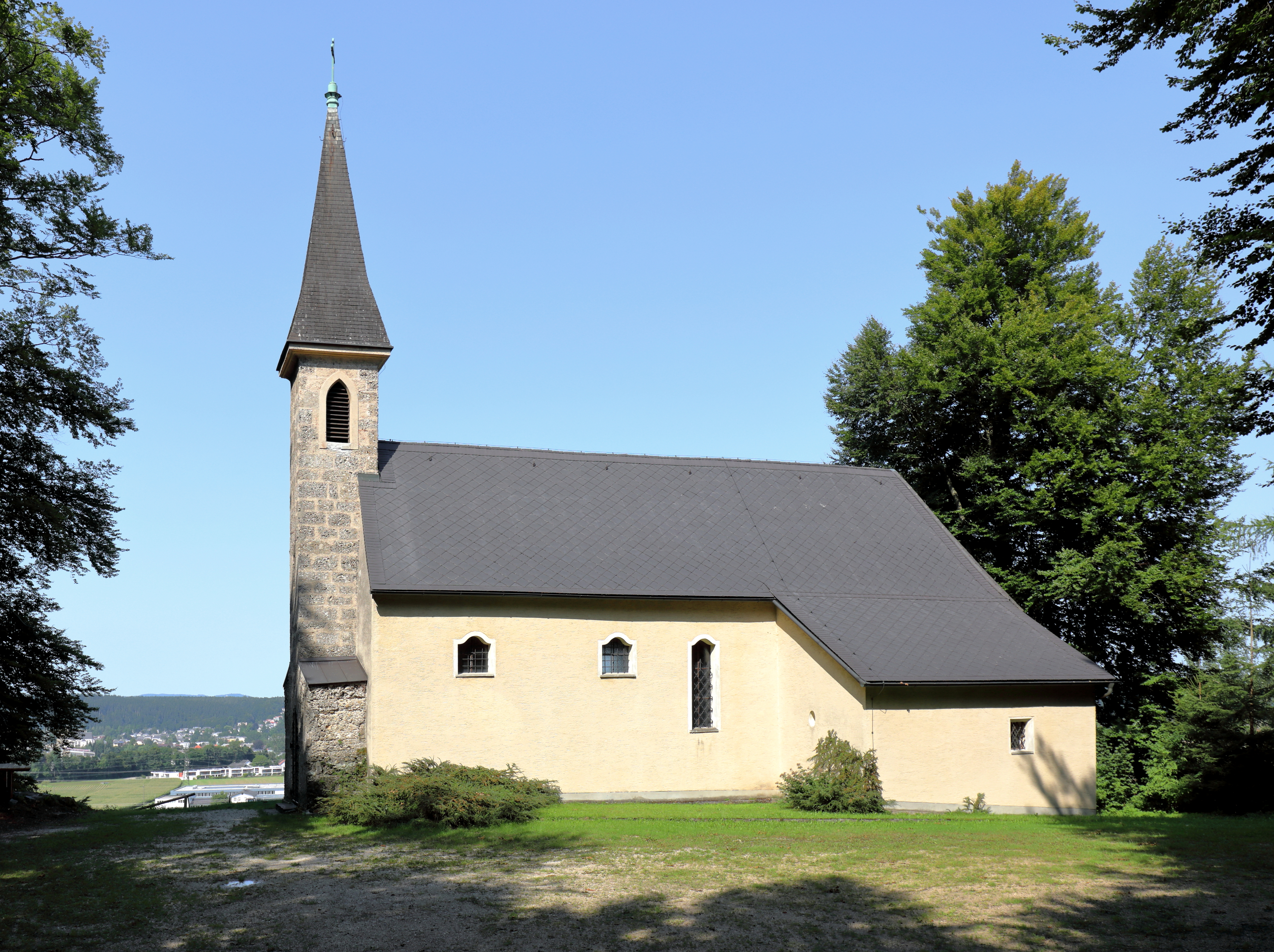
Az oberregaui Szt. Vitus-templom

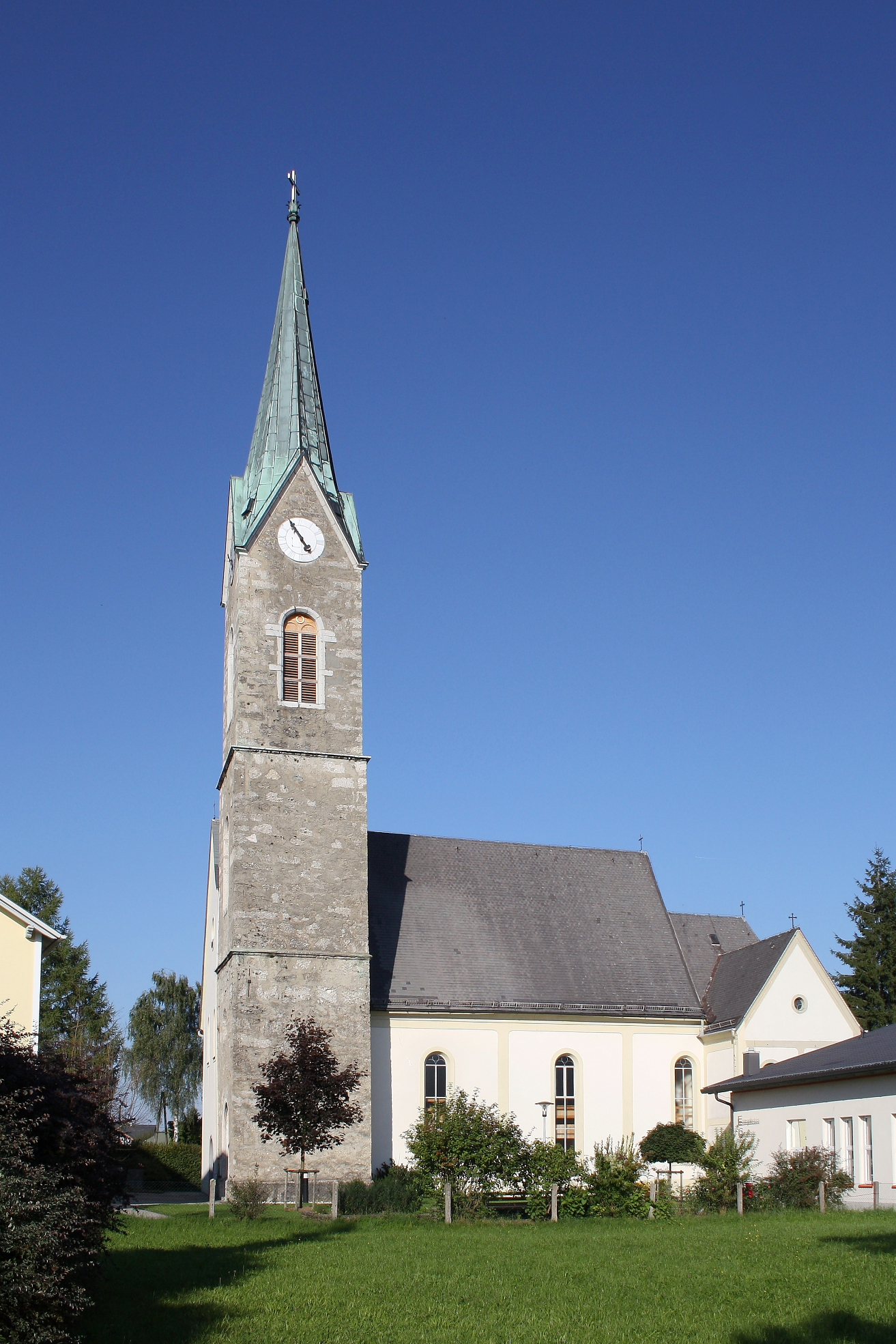
A rutzenmoosi evangélikus templom

Regau Felső-Ausztria Hausruckviertel régiójában helyezkedik el, az Ager folyó jobb partján. Területének 33,8%-a erdő, 53,5% áll mezőgazdasági hasznosítás alatt. Az önkormányzat 35 településrészt és falut egyesít: Alm (58 lakos 2018-ban), Burgstall (5), Dorf (33), Dornet (16), Eck (72), Geidenberg (53), Hattenberg (65), Himmelreich (231), Hinterbuch (81), Hub (30), Kirchberg (108), Lahn (63), Lixlau (566), Mairhof (39), Neudorf (120), Oberkriech (100), Oberregau (111), Pilling (45), Preising (802), Pürstling (63), Regau (702), Reith (20), Riedl (55), Ritzing (52), Roith (22), Rutzenmoos (802), Schacha (34), Schalchham (1448), Schönberg (91), Stölln (23), Tiefenweg (84), Unterkriech (176), Wankham (499), Weiding (90) és Zaissing (21). 
A környező önkormányzatok: délnyugaton Aurach am Hongar, nyugaton Timelkam, északnyugaton Vöcklabruck, északon Attnang-Puchheim, északkeleten Desselbrunn, keleten Ohlsdorf, délkeleten Pinsdorf. 

## Története
Regaut először 801-ben említik a mondseei apátság adománylevelében. Neve a "Rebengau" (szőlővidék") kifejezésből rövidült; a település valóban híres volt bortermeléséről. A 12. századig a Bajor Hercegséghez tartozott, majd átkerült az Osztrák Hercegséghez. A birtok urai a 12. században a Rebegau grófok volták, ám ők 1185-ben kihaltak; az örökös V. Lipót osztrák herceg volt, aki feltehetően gmundeni uradalmához kapcsolta a birtokot. A régió 1490-től az Enns-fölötti Ausztria hercegségéhez tartozott.   
A napóleoni háborúk során Regaut többször is megszállták a francia csapatok. 1800-ban kisebb csatára is sor került Regau és Vöcklaburck között, ahol az osztrákok öt ezredet vetettek be. Az ütközetet elvesztették, három tábornokuk fogságba esett.  
Az első világháborúban 131, a másodikban 190 regaui esett el. Miután Ausztria 1938-ban csatlakozott a Német Birodalomhoz, Regau az Oberdonaui gauhoz tartozott. Az átszervezéssel egyidőben területének egy részét Vöcklabruckhoz csatolták. A második világháborúban a szövetségesek összesen 106 bombát dobtak Regau területére. A háború után számos menekült (dunai svábok, erdélyi szászok, szudétanémetek) talált új otthont a településen. 
Regau 2000-ben nyerte el a mezővárosi státuszt.

## Lakosság
A regaui önkormányzat területén 2018 januárjában 6780 fő élt. A lakosságszám 1890 óta folyamatosan gyarapodik. 2015-ben a helybeliek 91,2%-a volt osztrák állampolgár; a külföldiek közül 1,4% a régi (2004 előtti), 3,7% az új EU-tagállamokból érkezett. 3% a volt Jugoszlávia (Szlovénia és Horvátország nélkül) vagy Törökország, 0,7% egyéb országok polgára. 2001-ben a lakosok 71,6%-a római katolikusnak, 18,3% evangélikusnak, 1,3% ortodoxnak, 2,3% mohamedánnak, 5,3% pedig felekezeten kívülinek vallotta magát. Ugyanekkor 5 magyar élt a városban. A legnagyobb nemzetiségi csoportokat a német (92,6%) mellett a horvátok (2,8%) és a szerbek (1,3%) alkották.

## Látnivalók
- a Szt. Péter-plébániatemplom
- az oberregaui Szt. Vitus-templom
- Rutzenmoos evangélikus temploma
- a felső-ausztriai evangélikus múzeum

## Fordítás
- Ez a szócikk részben vagy egészben  a   Regau című német Wikipédia-szócikk ezen változatának fordításán alapul.  Az eredeti cikk szerkesztőit annak laptörténete sorolja fel. Ez a jelzés csupán a megfogalmazás eredetét és a szerzői jogokat jelzi, nem szolgál a cikkben szereplő információk forrásmegjelöléseként.